# جیمز الن مک‌فرسون
جیمز الن مک‌فرسون (به انگلیسی: James Alan McPherson) داستان کوتاه‌نویس و مقاله‌نویس آمریکایی بود. وی در سال ۱۹۷۸ برنده جایزه پولیتزر در بخش داستان شد.

## کتابشناسی
- تفکراتی از تبعید (۲۰۰۰)